# Bolspil
De bolspil is een onderdeel van het maalkoppel en bestaat uit:
- nok voor de rijn
- hals
- steel
- taats (los of vast), waarmee de spil in een taatspot rust

De bolspil rust in een taastpot op het kussen dat op de pasbalk is vastgewigt.
De bolspil draait in de steenbus, ook wel buslager of neutenbus genoemd, die vastgezet is in de ligger. De vroegere steenbus was van vuren- of iepenhout met drie pokhouten neuten. Een van de neuten is met een lange hardhouten wig vanaf de onderzijde aan te wiggen. Dit was nodig omdat door slijtage van de hals van de bolspil en/of de neuten ruimte ontstaat, die weer opgevuld moet worden. Een nadeel is dat door het aanwiggen de bolspil scheefgedrukt wordt. De houten steenbus is soms voorzien van een vetpot. De houten steenbus wordt aan de bovenkant afgedicht met een in schapen- of multipurposevet gedrenkte wollen kous waarvan de voet is afgeknipt en die strak om de hals van de bolspil zit.
Later zijn er driekantige, zeskantige en ronde, ijzeren steenbussen gekomen, die met een staufferpot of smeernippel zijn uitgerust. Aan de onderzijde zitten trekbouten aan de stelwiggen, waarmee de pokhouten neuten afgesteld worden.
|  |  |